# Phagocata morgani
Phagocata morgani is een platworm (Platyhelminthes). De worm is tweeslachtig. De soort leeft in of nabij zoet water in de oostelijke helft van Noord-Amerika. De soort is geïntroduceerd in Californië.
Het geslacht Phagocata, waarin de platworm wordt geplaatst, wordt tot de familie Planariidae gerekend. De wetenschappelijke naam van de soort werd, als Planaria morgani, voor het eerst geldig gepubliceerd in 1906 door Stevens & Boring.

## Synoniemen
- Planaria morgani Stevens & Boring, 1906
  - Fonticola morgani (Stevens & Boring, 1906)
- Dendrocoelum superbum Girard, 1850[1]
  - Galeocephala superba (Girard, 1850)
- Planaria truncata Leidy, 1851
  - Dendrocoelum truncatum (Leidy, 1851)
  - Fonticola truncata (Leidy, 1851)
- Phagocata cavernicola Hyman, 1954
  - Fonticola cavernicola (Hyman, 1954)